# Urones de Castroponce
Urones de Castroponce – gmina w Hiszpanii, w prowincji Valladolid, w Kastylii i León, o powierzchni 18,7 km². W 2011 roku gmina liczyła 116 mieszkańców.